# Ан-74
Ан-74 (з кодифікації НАТО: Coaler — «Вугляр») — модифікація радянського транспортного літака Ан-72 для застосування в умовах крайньої Півночі, створений в АНТК імені О. К. Антонова.

## Історія створення
2 лютого 1982, МАП і МЦА СРСР приймають рішення про створення літака Ан-74 (колишнє найменування Ан-72А) для роботи в умовах Арктики і Антарктики на основі модифікованого варіанту літака Ан-72, запущеного в серійне виробництво на ХАВО. 26 січня 1983 було прийнято рішення Ради Міністрів СРСР про створення на Київському механічному заводі першого дослідного варіанту літака Ан-74 з колісним шасі шляхом модифікації дослідного літака Ан-72 № 003. 29 вересня дослідний літак Ан-74 (бортовий № «СССР-780334», серійний № 003) здійснює свій перший політ з екіпажем на чолі з льотчиками С. А. Горбиком та В. А. Шляховим. У серпні 1986 року відбулася перша міжнародна демонстрація літака Ан-74 «СССР-58642» на авіаційному салоні в місті Ванкувер в Канаді. 13 вересня 1990 не чекаючи закінчення державних випробувань, Міністерство цивільної авіації починає проведення експлуатаційних випробувань літаків Ан-74 на базі аеропорту Черський Колимо-Індигірського окремого авіаційного загону Якутського управління цивільної авіації. 13 грудня успішно закінчені державні випробування чотирьох передсерійних літаків Ан-74, що проходили на аеродромах Шереметьєво, Сочі, Ашхабад, Бориспіль, Гостомель, Черський, Петропавловськ-Камчатський.
У квітні 1991 року літак Ан-74 рішенням МЦА допущений до експлуатації в цивільній авіації. 2 серпня Постановою Державіанагляду СРСР № 14 АНТК ім. О. К. Антонова виданий сертифікат типу № 13-74 на літак Ан-74.

## Експлуатаційна характеристика
Ан-74 є близькомагістральним транспортним літаком, розробленим АНТК імені О. К. Антонова (СРСР).
Ан-74 створено для експлуатації в районах Арктики та Антарктиди, призначений для перевезення вантажів, техніки й людей на авіалініях малої й середньої протяжності в будь-яких кліматичних умовах від −60 ° С до +45 ° С і на будь-яких широтах, в тому числі в умовах Північного полюса та у високогірних районах. Його можна експлуатувати на обладнаних та необладнаних повітряних трасах в будь-який час року і доби з бетонних, галькових, льодових та снігових аеродромів, на внутрішніх і міжнародних лініях.
Літак Ан-74 дозволяє перевозити вантаж до 7,5 тонн, у тому числі до 10 пасажирів, на висоті до 10 100 метрів з крейсерською швидкістю 550—700 км/год. Крім того, він може виконувати такі спеціалізовані завдання:
- проводку суден;
- організацію та обслуговування дрейфувальних станцій;
- проведення науково-дослідних робіт у високих широтах Арктичного і Антарктичного басейнів;
- візуальну льодову розвідку;
- розвідку рибних косяків.

В умовах експлуатації літак Ан-74 легко переобладнується в санітарний, пожежно-десантний й інші варіанти.
Літак Ан-74 задовольняє Норми льотної придатності цивільних літаків. У конструкції літака широко використані нові конструкційні матеріали і технологічні процеси. Це забезпечило високу вагову віддачу літака.
Літак виконаний за схемою високоплану з двома турбовентиляторними двигунами Д-36 серії 2А злітною тягою по 6500 кгс (63,7 кН) встановленими над крилом, і Т-подібним хвостовим оперенням.
Установка двигунів з великим виносом вперед над верхньою поверхнею крила практично виключає попадання в двигуни сторонніх предметів з поверхні ЗПС при зльоті та посадці, підвищує підйомну силу крила за рахунок обдування його верхньої поверхні і внутрішніх закрилків струменями двигунів і знижує рівень шуму на місцевості внаслідок екранування крилом реактивних струменів двигунів.
Кабіна екіпажу забезпечує гарний огляд і можливість пілотування в умовах аеродромів обмежених розмірів зі зльотом і посадкою по крутих траєкторіях. Розміщення приладів і органів управління в кабіні екіпажу оптимізовано і відпрацьовано на приладових стендах при всіх практично можливих польотних ситуаціях.

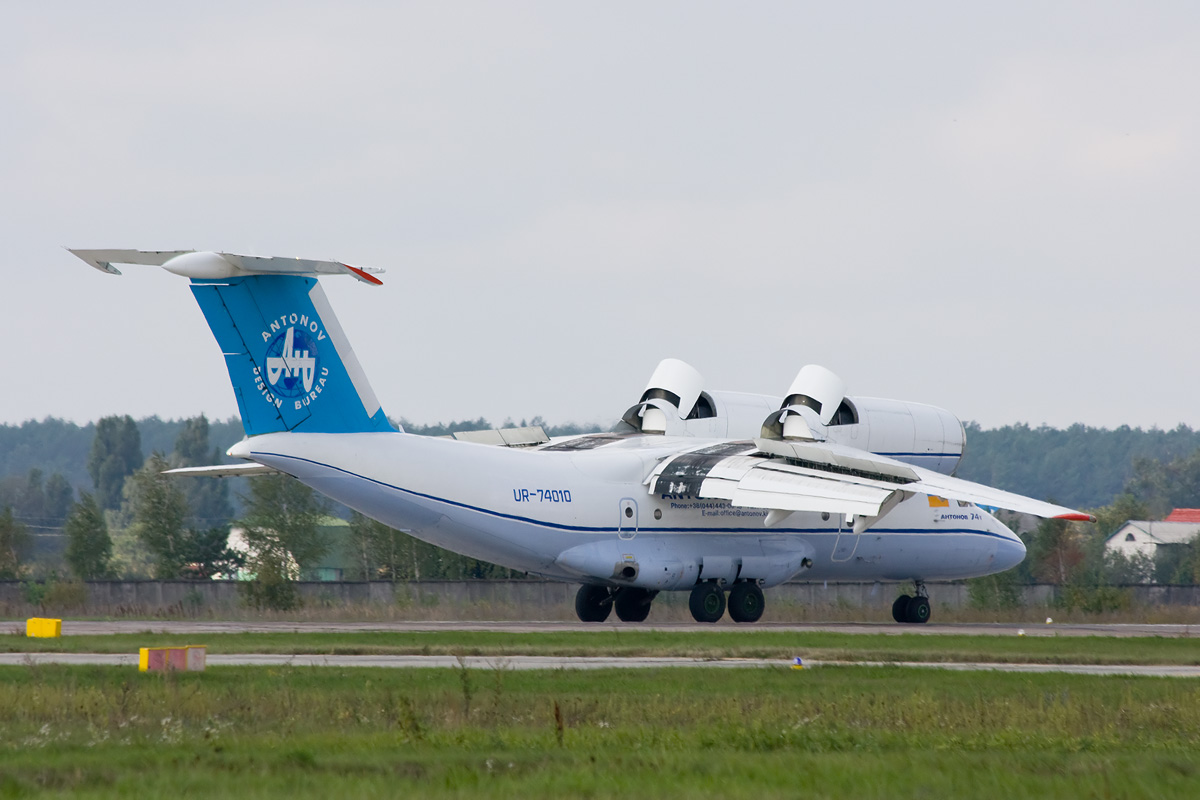
Гальмування Ан-74 при посадці за допомогою реверсної тяги

Екіпаж літака складається з чотирьох осіб льотного складу:
- командир повітряного судна;
- другий пілот;
- штурман;
- бортмеханік;
- за необхідності — бортоператор з транспортного обладнання.

Можлива експлуатація літака без бортоператорів, при цьому його обов'язки покладаються на бортмеханіка. Літак простий в експлуатації, без ускладнень освоюється льотним та інженерно-технічним складом середньої кваліфікації.
Велика тягооснащеність, наявність у літака допоміжної силової установки для автономного запуску двигунів та бортових засобів механізації вантажно-розвантажувальних робіт, високе розташування двигунів і конструкція шасі з пневматиками низького тиску забезпечують автономну експлуатацію літака з малообладнаних ґрунтових, галькових, льодових, засніжених аеродромів укорочених розмірів з міцністю покриття не менше 8 кгс/см²(800 кПа) і вище.
Встановлений на літаку сучасний радіозв'язок та пілотажно-навігаційне обладнання забезпечує польоти літака на обладнаних трасах у всіх географічних районах, над земною і водною поверхнями, в простих і складних метеоумовах, вдень і вночі з високою точністю автоматичного літаководіння на маршруті і посадку при метеомінімуму, що відповідають 1 категорії ІКАО (60x800 м).

## Модифікації
З моменту запуску Ан-74 в серійне виробництво було здійснено ряд робіт з вдосконалення літака та його адаптуванню до специфічних завдань, які перед ним ставились. В результаті виникло ціле сімейство модифікацій.
- Ан-74МП — патрульний літак морської авіації.
- Ан-74Т-200МП — патрульна модифікація Ан-74Т-200 для морської авіації, проєкт.
- Ан-74ТК-100С (санітарний) — на борту VIP-салон на 6 місць і відсік обладнаний сучасним медичним обладнанням. У цю модифікацію переобладнано два літаки, сер. № 13-10 на замовлення «Газпромавіа» і сер. № 14-02. Презентація модифікації була проведена в Гостомелі 21 лютого 2002
- Ан-74ТК-200 — цивільний літак
- Ан-74-200 — цивільний літак типу Ан-74 з двигунами Д-36 серії 3А. Злітна маса збільшена на 1700 кг. Розроблено в 1992 році. Виготовлено 18 літаків. Сертифікований АР МАК м. Москва (Сертифікат Типу № 13-74).
- Ан-74Д — цивільний літак типу Ан-74. Бізнес-версія. Відрізняється пасажирським салоном на 19 осіб. Виготовлено 1 і переобладнано 3 раніше випущених Ан-74. Сертифікований АР МАК м. Москва (Сертифікат Типу № 13-74).
- Ан-74ТК-300 — цивільний літак
- Ан-74ТК-300Д або інша назва — Ан-74ТК-300VIP — цивільний літак
- Ан-74МП-300 — патрульний літак морської авіації на базі Ан-74ТК-300. В проєкті.
- Ан-74Т-200 — військово-транспортна модифікація літака типу Ан-74 (експлуатуються в Ірані)
- Ан-74Т-200А — військово-транспортна модифікація літака типу Ан-74 (експлуатуються в Єгипті)
- Ан-74ТК-200С — санітарний літак типу Ан-74 (для Лівії) (цивільний літак)

### Вантажно-пасажирські конвертовані літаки Ан-74ТК-100/-200
Літаки Ан-74ТК-100 (Ан-74ТК-200) створені для експлуатації на лініях, на яких в одному напрямку здійснюється доставка пасажирів, а у зворотному вантажів, або ж види перевезень періодично змінюються. За бажанням замовника кабіна екіпажу може обладнуватися на чотири людини (Ан-74ТК-100) та на дві особи (Ан-74ТК-200).
Конвертація літака в лінійній експлуатації дозволяє:
- підвищити рентабельність літака за рахунок підвищення інтенсивності використання і коефіцієнта завантаження в рейсах;
- скоротити парк і типаж літаків авіакомпанії;
- підвищити продуктивність чартерних, вахтових і сезонних перевезень.

За бажанням Замовника та за її вибором літак може бути обладнаний будь-яким інтер'єром, інформаційно-розважальними системами, телекомунікаційною апаратурою та спеціальним обладнанням.
Літак дозволяє перевозити до 52 пасажирів або до 10 т вантажів. Переобладнання літака з вантажного в пасажирський і назад може здійснюватися в лінійному аеропорту силами екіпажу менш ніж за 2 години. Це єдиний у світі літак такого класу. Дальність польоту з 52 пасажирами становить 2750 км, з 10 т вантажу 950 км.
Уздовж бортів пасажирського салону розміщені розкладні пасажирські крісла, встановлено закриті багажні полиці з сервісними панелями, які складаються. У передній частині кабіни розташоване місце для бортпровідника, кухня з електропічною шафою, кип'ятильника та іншим обладнанням, стаціонарний туалет з необхідним набором сантехнічного обладнання. Для забезпечення аварійної евакуації пасажирів літак має чотири аварійних виходи. Вхід і вихід пасажирів здійснюються через вантажну рампу, доповнену відкидним трапом. У хвостовому відсіку фюзеляжу розміщені багажні полиці для ручної поклажі.
Багажний відсік відокремлений від пасажирського салону жорсткою легкоз'ємною перегородкою. Передня частина вантажного відсіку обмежена силовою перегородкою, що виконує роль бар'єрної стінки для захисту екіпажу при аварійній посадці з вантажем. Літак оснащений бортовим вантажним пристроєм і лебідкою для завантаження / вивантаження несамохідної колісної техніки.
Транспортна кабіна має габарити, оптимізовані за розмірами основного потоку вантажів, що перевозяться, і дозволяє перевозити вантажі в контейнерах і пакетованих на жорстких піддонах, нестандартні (тюки, бочки тощо) вантажі, а також несамохідну і самохідну колісну техніку (автомобілі типу УАЗ, РАФ, «Джип-С47» АРО-240 та ін).
Проріз вантажного люка закривається рампою, яку можна спускати на землю і використовувати як трап, або зсувати вперед під фюзеляж, що забезпечує зручність завантаження літака безпосередньо з кузова автомобіля.
Навантаження й розвантаження вантажів, пакетованих на піддонах. вантажів у контейнерах та інших проводиться за допомогою бортового вантажного пристрою вантажопідйомністю 2500 кгс (24.5 кН). Навантаження й розвантаження самохідної техніки проводиться своїм ходом, а несамохідної колісної техніки — за допомогою тягача і тросового вантажного пристрою.
Літак випускається серійно Харківським державним авіаційним виробничим підприємством (ХДАВП, м. Харків), ВО "Політ" (м. Омськ, Росія).
Вантажно-пасажирський регіональний літак Ан-74ТК-300
Літак Ан-74ТК-300 з турбореактивними двигунами Д-36-4А, призначений для пасажирських (52 місця) та вантажних (до 10 т) перевезень. Основні відмінності від експлуатованих в наш час[коли?] Ан-74ТК-200: двигуни на пілонах під крилом, вдосконалений комплекс БРЕО; нове пасажирське обладнання; відповідність сучасним нормам АП-25 (FAR-25, JAR-25) та вимогам ICAO за рівнем шуму, екології, навігації і зв'язку.
Основні переваги перед Ан-74ТК-200: збільшена швидкість польоту на 25-50 км/год.; зменшена витрата палива на 20 %; підвищений комфорт пасажирам; збільшені транспортні можливості літака в умовах жаркого клімату і високогір'я.
Перераховані якості істотно підвищують конкурентоспроможність літака Ан-74ТК-300 і дозволяють розширити ринок його збуту.
На його базі без істотних конструктивних змін можуть бути створені: пасажирські варіанти на 60-68 місць; вантажний літак Ан-74Т-300; ділові та VIP-варіанти; варіанти і модифікації спеціального призначення. Ан-74ТК-300 є в наш час[коли?] єдиним сучасним реактивним літаком розробки країн СНД, здатним ефективно експлуатуватися як на регіональних маршрутах, так і на лініях середньої дальності.

### Санітарний літак Ан-74ТК-100С
Санітарний варіант літака Ан-74 призначений для перевезення двох лежачих хворих у супроводі 4 медичних працівників, а також 6 пасажирів у VIP-салоні. З комерційним навантаженням 2 т Ан-74ТК-100С має дальність польоту понад 4000 км і крейсерську швидкість 600—700 км/год. Бортове обладнання дозволяє виконувати польоти на всіх повітряних трасах світу без обмежень.
У літаку забезпечується підтримку життєво важливих функцій організму пацієнта на необхідному рівні, контроль за його станом за допомогою компактної і легкодоступної апаратури на землі і в повітрі. Найважливіші елементи цієї апаратури легко знімаються зі своїх місць і можуть слідувати разом з пацієнтом під час його транспортування після прильоту до пункту призначення. Комплект медобладнання в цілому розрахований на підтримку життєдіяльності пацієнтів протягом 12 годин.
Літак Ан-74ТК-100С може бути використаний також як корпоративний для перевезення 22 осіб: кількох VIP-пасажирів та супроводжуючих їх осіб у двох роздільних салонах. У цьому варіанті літака медичний відсік переобладнаний в пасажирський салон, в якому встановлені блоки здвоєних крісел, буфет з можливістю розігрівання їжі та приготування гарячих напоїв, багажник вантажопідйомністю до 600 кг, а також багажні полиці і туалет. Замість супроводжуючих осіб в другому відсіку можливе перевезення легкового автомобіля представницького класу.

### Адміністративний літак Ан-74Д
Літак Ан-74Д призначений для перевезення 12 пасажирів в комфортних умовах. На літаку встановлюється додаткова тепло-і звукоізоляція, інформаційно-розважальна система.

### Ан-74 VIP
Адміністративний літак нових можливостей. Концепція такого літака заснована на поєднанні комфорту в салоні, що відповідає найвищим вимогам, і наявності додаткового відсіку, який може бути використаний як для перевезення групи супроводжуючих осіб, так і для перевезення великогабаритних вантажів (наприклад, автомобіля).
Високі вимоги до інтер'єру пасажирського салону будуть задоволені завдяки співпраці АНТК з провідними зарубіжними виробниками інтер'єрного обладнання. Залежно від компонування літак може брати на борт 10-16 пасажирів і перевозити на дальність 4000-5000 км. 

### Ан-74МП
Літак створений на базі літака Ан-74. Літак забезпечує несення морської патрульної служби та виявлення порушників в прилеглій до узбережжя зоні вдень і вночі в простих і складних метеоумовах.
Додаткове обладнання вантажного відсіку (7 м завдовжки) дозволяє виконувати:
- повітряне десантування 22-х парашутистів з особистою зброєю і спорядженням;
- перевезення 44 солдатів з особистою зброєю і спорядженням;
- перевезення 16 поранених на носилках у супроводі медпрацівника;
- перевезення боєприпасів, матеріальних засобів та технічного майна загальною масою до 10000 кг.

Для вирішення завдань патрулювання склад екіпажу доповнений штурманом і радистом, для яких обладнані окремі робочі місця. Обидва робочих місця розташовані біля блістерів для ведення візуального контролю поверхні суші або акваторії моря.
Літак обладнується:
- прицільно-навігаційним і пілотажним комплексом, що забезпечує автоматичне літаководіння на всіх етапах польоту, виведення літака в задану точу, апаратурний пошук, визначення координат надводних суден, їх швидкостей і курсів руху;
- стаціонарним фотообладнанням, що забезпечує аерофотозйомку цілей в денний час планову та перспективну з прив'язкою місця до географічних координат, а в нічний час планову з використанням освітлювальних бомб;
- радіозв'язковим устаткуванням, що забезпечує зв'язок з наземними пунктами і між літаками, радіонаведення на виявлені судна прикордонного або іншого корабля в МХ-, ДМХ-, СХ-і КХ-діапазонах;
- озброєнням, що забезпечує створення перешкод руху суден-порушників, відкриттям вогню з 23-міліметрової гармати ГШ-23л, пуском некерованих ракет з блоків УБ-32 м і скиданням авіабомб калібром 100 кг;
- телевізійною системою огляду підстилаючої поверхні, що забезпечує роботу в нічних і денних умовах.

Вантажна кабіна герметична, обладнана системою кондиціонування повітря, що створює комфортні умови на висотах до 10000 м, і може бути використана для перевезення людей на бортових і центральних знімних сидіннях, включаючи сидіння на рампі. Бортові сидіння відкидні і можуть не зніматися при використанні літака у вантажному варіанті.
У хвостовій частині кабіни розташований великий вантажний люк. Проріз вантажного люка закривається рампою, яка може або опускатися на землю і служити трапом для завантаження колісної техніки, або зсуватися під фюзеляж, повністю звільняючи проріз люка для завантаження літака з кузова автомобіля або для повітряного десантування парашутистів.
Для виконання вантажно-розвантажувальних робіт на стелі вантажної кабіни є навантажувальний пристрій вантажопідйомністю 2500 кг, а на підлозі передбачена установка знімного рольгангового обладнання.

### Ан-74ТК-300

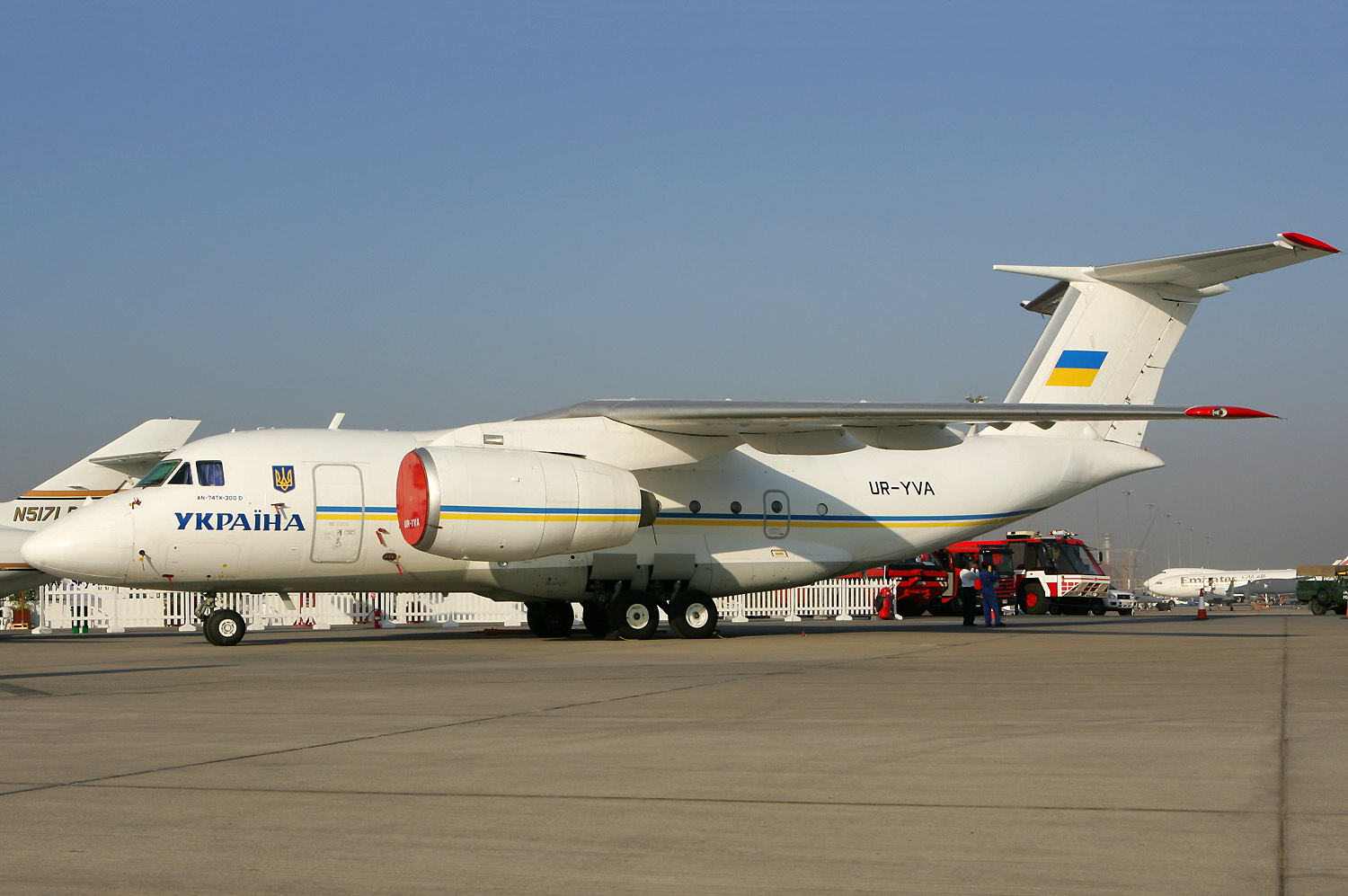
АН-74ТК-300 в аеропорту Дубаї, 2005 рік

Ан-74ТК-300 — вантажно-пасажирський літак з новим інтер'єром пасажирського салону, розробленим «ІнтерАмі Інтер'єр», і можливістю вибору варіантів компоновання салону, був створений в 2001 на ХДАВП.
АН-74ТК-300 був запланований як модернізація літака Ан-74, але, по суті, став принципово новим високоекономічнім літаком сімейства Антонов з поліпшеними аеродинамічними властивостями і сучасним дизайном інтер'єру пасажирської кабіни.
20 квітня 2001 року в Харкові відбувся перший політ літака АН-74ТК-300 на аеродромі ХДАВП. Політ авіалайнера з новим дизайном пасажирського салону спостерігали Президент України Л.Д.Кучма, члени уряду і декілька тисяч людей. Ан-74ТК-300 привернув увагу країн і компаній, зацікавлених у тому, щоб купити літак світового рівня з сучасним інтер'єром пасажирської кабіни за доступною ціною, і переговори про продаж літаків ведуться в даний час. «ІнтерАмі Інтер'єр» пропонує різні варіанти компонування пасажирського салону літака, зокрема, з VIP інтер'єром пасажирської кабіни. Варіанти компонувань салону вибирають авіакомпанії, що купують літак. Всі інтер'єри пасажирських салонів повністю відповідають авіаційним правилам і сертифіковані у складі літака.
Особливістю компонування літака є установка двоконтурних турбореактивних двигунів Д-36 серії 4А з реверсом тяги (виробництва Мотор Січ) встановлені під крилом на пілонах. Нове компонування дозволило значно збільшити крейсерську швидкість, дальність польоту і економічну ефективність літака. Ан-74ТК-300 оснащений сучасним радіозв'язковим і пілотажно-навігаційним обладнанням відповідно до вимог ICAO до 2015 року, що забезпечує польоти літака на обладнаних трасах у всіх регіонах, в простих і складних метеоумовах, вдень і вночі. Літак має декілька модифікацій, у тому числі пасажирську, санітарну, VIP.
АН-74ТК-300VIP входить до складу державної авіакомпанії «Україна» з 2004 і перевозить перших осіб України.

## Подальший розвиток
Українські фахівці на початку 2000-х вважали, що певні шанси на ринковий успіх має Ан-74ТК-300У — подовжений варіант Ан-74ТК-300 з двома вставками фюзеляжу, зі збільшенням кількості крісел з 52 до 68-70 (іноді його називають Ан-74-68). Економічні двоконтурні двигуни Д-36 і крило помірної стрілоподібності обіцяли низькі витрати палива при досить високій швидкості польоту в 720—750 км/год. Одержавши зацікавлені відгуки від потенційного експлуатанта подібних машин — «Аерофлоту», ХДАВП почав будівництво «довгих» машин.
Однак з часом «Аерофлот» втратив інтерес до такого літака. Приводом для відмови став той факт, що у Ан-74 в пасажирському варіанті немає місця для «belly cargo» — вантажних багажних відділень під підлогою салону. Оскільки основна палуба в літаку розташована дуже низько й не залишає місця для «belly cargo» (зате Ан-74 має дуже пристойну висоту проходу в салоні). Це — результат того, що Ан-74 веде свою історію від рампового військово-транспортного Ан-72. Крім того, непотрібна на пасажирському літаку хвостова рампа стає «баластом», не кажучи вже про аеродинамічні втрати через характерну геометрію рампових літаків. Ан-74ТК-300 знайшов свою нішу як літак ділового класу з VIP-салоном і на цьому його перспективи обмежилися.
На початку 2000-х років, компанія Аеро-Чартер звернулася на завод з проханням зробити подовжений Ан-74 зі збільшеною злітною масою. Завод погодився. Відбулась часткова оплата, але оскільки сума велика — компанія звернулася за допомогою до держави, однак в міністра транспорту Кірпи ідея схвалення не знайшла. Робота по проєкту загальмувалася. Вантажна кабіна розраховувалася під Євро-контейнери і повинна була мати бічні вантажні люки. Планувалось посилити шасі для вантажопідйомності в 12 т. вантажу.
У 2001 році на ХДАВП були розрізані існуючі 2 фюзеляжі літаків Ан-74, в які були вмонтовані «вставки» спереду і після центроплану. Майбутній літак хотіли бачити в модифікації Ан-74ТК-300У, так як після перенесення двигунів вниз в модифікації Ан-74ТК-300 виникла ідея додатково підвищити комерційну ефективність літака за рахунок збільшення корисного об'єму вантажної кабіни. Кілька українських авіакомпаній виявили бажання стати експлуатантом такого літака, але при цьому жодна з них не надала будь-якого фінансування цього проєкту. З огляду на відсутність коштів на подальшу розробку і сертифікацію такої версії Ан-74 — подальші роботи в цьому напрямку були припинені, а завод сконцентрувався на продукті на Ан-74Т-200А. Сьогодні в ніші Ан-74ТК-300У позиціонується літак Ан-178.
Відомо, що при зльоті (розрахунковому) через подовжену задню частину кут тангажу був занадто малий.
В виробництві знаходиться 2 літаки, однак перспективи добудувати їх примарні.
Розглянувши численні варіанти, фахівці ДКБ ім. О. К. Антонова вирішили спроєктувати повністю новий літак — Ан-148. У деяких ЗМІ, не розібравшись, стверджують, що Ан-148 — черговий варіант Ан-74.
В листопаді 2017 року ДК «Укроборонпром» повідомив, що концерн та ДП «Харківське державне авіаційне виробниче підприємство» та американська Oriole Capital Group досягли домовленості щодо залучення інвестицій на харківське підприємство. У відповідності до домовленості «Харківське державне авіаційне виробниче підприємство», що входить до складу «Укроборонпрому», отримає замовлення на серійне виготовлення літаків у розмірі 150 мільйонів доларів США. В першу чергу мова йде про серійне виробництво на потужностях ДП «Харківське державне авіаційне виробниче підприємство» українських Ан-74 у різних модифікаціях. У свою чергу Oriole Capital Group отримає право на інвестиції у виробництво, модернізацію та збут цих літаків.

## Інциденти і катастрофи
За даними бази даних Aviation Safety Network на 30 січня 2013 року було втрачено 5 літаків типу Ан-74. Аварії та катастрофи базової моделі цього літака АН-72 — див. статтю: Ан-72. Інциденти і катастрофи.
| Дата           | Оператор                 | Бортовий номер | Місце катастрофи    | Жертви  | Короткий опис |
| -------------- | ------------------------ | -------------- | ------------------- | ------- | --- |
| 16.09.1991     | Аерофлот                 | CCCP-74002     | Ленськ              | 13 / 13 | Розбився при зльоті вночі в аеропорту м. Ленська (Якутія). Причина: надмірне завантаження літака (42 т замість дозволених 34,5 т.). Літак не зміг набрати перехідної висоти і зачепився за сопку на відстані 4 км від ЗПС аеродрому. |
| 10.12.1996     | ВостСибАеро              | RA-74037       | Мирний (Якутія)     | 0       | При зльоті 2-й двигун зненацька перемкнувся на реверс. Літак накренився вправо, вдарився крилом об ЗПС, врізався в сусідні будівлі і запалав.                                                                                        |
| 23.04.2006     | ХДАВП — лізінг ВПС Лівії | UR‑74038       | Кусері (Камерун)    | 6 / 6   | З нез'ясованих технічних причин транспортний АН-74TK-200 не зміг приземлитися в аеропорту Н'Джамени і перелетів його, впав на території Камеруна, поряд з містом Кусері. Всі 6 членів екіпажу загинули.                              |
| 27.11.2006     | КВІР                     | 15-2255        | база ВПС Мехрабад   | 37 / 38 | Під час зльоту, один з двигунів загорівся. Літак втратив тягу та не зміг набрати висоту і впав на землю. Тільки один з військових вижив.                                                                                             |
| 16 травня 2007 | МО РФ                    | н.д.           | Московська область  | 0       | Пожежа в лівому двигуні. Знизився та здійснив аварійну посадку на найближчому аеродромі «Чкаловський». |
| 30.03.2010     | ФСБ, СЛЗ «Росія»         | RA-74017       | Іваново-Північний   | н. д.   | При зльоті у літака відмовила силова установка. Літак впав з висоти 3-х метрів. Двоє поранених. Зруйнований літак утилізовано. |
| 29.07.2017     | CAVOK Air                | UR-CKC         | Сан-Томе і Принсіпі | 0       | При розгоні в правий двигун потрапила зграя птахів. Не встиг загальмувати і виїхав за межі злітної смуги, внаслідок чого зруйнувався.                                                                                                |